# Ebeneezer Goode

Ebeneezer Goode est une chanson du groupe britannique de musique électronique The Shamen, qui devint leur plus grand succès lorsqu'elle fut éditée en tant que single en octobre 1992. Une version fortement remixée est également présente sur l'album Boss Drum.
Cette chanson est très connue pour son refrain « 'Eezer Goode, 'Eezer Goode/He's Ebeneezer Goode », qui est une référence directe à la drogue par homophonie « E's are good, E's are good ».
Mr. C, membre du groupe, tint son inspiration pour ce titre de la scène « Ecstasy » dans les night-clubs majeurs de Londres qu'il fréquentait. Commentant ce succès quelques années plus tard, il indiqua : « je savais que le titre serait numéro un quand je l'ai écrit ». Il avait raison : le titre décrocha cette place de meilleure vente au Royaume-Uni (et très ironiquement durant la semaine de prévention contre les drogues de la BBC), et le resta pendant quatre semaines.
Le vidéo-clip consiste en des scènes de night-club entrecoupées de plans avec un homme capé (joué par l'humoriste Jerry Sadowitz) courant autour d'une décharge.
Lorsque les Shamen firent leur apparition dans le Top of the Pops, Mr. C fut prié par la BBC de « descendre d'un ton ». Le groupe remplaça les dernières paroles du titre « Has anyone got any Veras? » — une référence à Vera Lynn, expression de rhyming slang pour les skin (papier à cigarette utilisé pour les joints) — par « Has anyone got any underlay? ». La BBC en fut outrée et isola Mr. C dans une pièce sans caméra, afin qu'il fournisse des explications. Il leur indiqua que c'était seulement une référence rug gratuite.